# Емма Ассон
Емма Ассон (ест. Emma Asson, 13 липня 1889, Ваабіна – 1 січня 1965, Таллінн) — естонська політична діячка, соціал-демократ.  Була однією з перших жінок, обраних до естонського парламенту. Брала участь у створенні першої конституції незалежної Естонії, особливо в частині освіти та ґендерної рівності. У 1912 році написала перший підручник естонської мови.

## Біографія
Народилася у селі Ваабіна, повіт Вирумаа, Ліфляндська губернія у Російській імперії у сім'ї вчителя. Навчалася у жіночій школі імені А. С. Пушкіна у Тарту, у 1910 році закінчила Бестужевські курси у Санкт-Петербурзі, де студіювала історію. З 1910 по 1919 роки працювати вчителем історії у жіночій гімназії в Тарту; одночасно навчалася у Тартуському університеті.
Займалася активною діяльністю у жіночих організаціях у сфері освіти. У 1919 році була обрана до Талліннської міської ради, у 1919-21 роках була членом Міністерства освіти.
У 1925 році обрана до ради Естонського союзу жіночих організацій (з 1930 року — Естонський союз жінок).
У 1921 році вийшла заміж за естонського політика Фердинанда Петерсена, у них народилося троє синів. Розлучилися у 1941 році.